# Wanda Łążyńska
Wanda Helena Łążyńska ps. Boża Wola (ur. 23 marca?/5 kwietnia 1908 w Kijowie, zm. 29 sierpnia 1944 w Warszawie) – kapitan Wojska Polskiego, lekarz, uczestniczka powstania warszawskiego.
Przed wybuchem wojny była asystentką prof. Jana Kossakowskiego w Szpitalu Dziecięcym w Warszawie na oddziale chirurgicznym.
W powstaniu warszawskim służyła jako lekarz Szpitala Sióstr Elżbietanek przy ul. Goszczyńskiego (Obwód Mokotów Okręgu Warszawa AK). Zginęła 29. dnia powstania warszawskiego podczas przenoszenia rannych – pacjentów szpitala do schronu, w czasie bombardowania Warszawy przez lotnictwo niemieckie. Za udział w powstaniu została odznaczona Orderem Virtuti Militari rozkazem Dowódcy AK nr 512 z 2 X 1944. Nr krzyża 12802.